# Emil Breitkreutz
Emil William Breitkreutz (ur. 16 listopada 1883 w Wausau, zm. 3 maja 1972 w San Gabriel) – amerykański lekkoatleta specjalizujący się w biegach średniodystansowych, medalista olimpijski.
W 1903  zdobył srebrny medal mistrzostw Stanów Zjednoczonych w biegu na 800 metrów. W 1904  reprezentował barwy Stanów Zjednoczonych na rozegranych w Saint Louis letnich igrzyskach olimpijskich, podczas których zdobył brązowy medal w biegu na 800 metrów.